# کرولوسکیه بژژنه
کرولوسکیه بژژنه (به لهستانی:  Królewskie Brzeziny) یک روستا در لهستان است که در گمینا خالینوو واقع شده‌است.